# Philippe d'Outreman
Compléments
Il est surtout connu pour son livre Le pédagogue chrétien
Philippe d’Outreman (ou d’Oultreman ou d’Oultremann), né à Valenciennes le 28 avril 1585 et mort dans la même ville le 16 mai 1652, est un prêtre jésuite des Pays-Bas méridionaux, pédagogue et écrivain.

## Biographie
Fils de Henri d’Outreman, seigneur de Rombies et membre du conseil municipal de Valenciennes, alors ville du comté de Hainaut, Philippe entre au noviciat des Jésuites, à Tournai, en 1607. Sa formation spirituelle et académique terminée il est ordonné prêtre en 1616 et exerce son ministère dans les villes de Lille, Maubeuge et Cambrai.
Son frère, Pierre d’Outreman, également jésuite, fut auteur et traducteur d’œuvres religieuses.

## Le ‘Pédagogue chrétien’
Philippe d’Outreman est surtout connu pour son livre ‘Le pédagogue chrétien’, paru pour la première fois à Saint-Omer en 1622 sous le titre ‘Le vray chrestien catholique: ou la manière de vivre chrestiennement’. Dans ce livre, le jésuite illustre la doctrine catholique de vie et foi chrétienne à travers toutes sortes d’exemples. Il distinguait différents types de péchés et approfondissait les points fondamentaux de la foi catholique tels que la pratique des bonnes œuvres, les sept sacrements et la vénération des saints. Le livre fut écrit originellement comme supplément à l’enseignement du catéchisme, mais il eut plus tard une audience plus large.
‘Le Pédagogue chrétien’ eut un succès extraordinaire. L’édition française, plusieurs fois retravaillée par son auteur, fut réimprimée de nombreuses fois en France, dans les Pays-Bas méridionaux et la Principauté de Liège. En latin, par Jacques Brocquart (1629) : publié à Trèves, Cologne et Luxembourg. En  néerlandais, à Anvers, à partir de 1637. En anglais, dès 1622, à Saint-Omer. En allemand, à Cologne, en 1664. En arabe, dès 1738. Chaque fois plusieurs impressions se suivent. Il y eut même une édition en langue bisaya à Manille (aux Philippines) en 1751.
Après la restauration de la Compagnie de Jésus, au XIXe siècle, une nouvelle édition fut publiée à Paris, en 1854, sous le titre ‘L’instruction du chrétien’ 